# Ralph Azham
Pour les articles homonymes, voir Azham.
Ralph Azham est une série de bande dessinée créée par Lewis Trondheim appartenant au genre heroic fantasy teinté d'humour. Publiée dans le journal Spirou à partir du no 3789, la série se  termine en 2019 et compte 12 albums au total.

## Synopsis
Ralph Azham est un jeune canard anthropomorphe qui se met régulièrement son village à dos. Bleui par les doubles lunes, il dispose de l'étrange pouvoir de connaître le nombre exact d'enfants de chacune des personnes qu'il rencontre. Comme tous les enfants bleuis, il a un jour été appelé pour rencontrer l'Oracle dans la ville d'Astolia afin de savoir s'il est l'Élu qui détruira Vom Syrus et ses hordes de guerriers, mais pour une raison inconnue, il a été refusé par l'Oracle. Depuis, son attitude cynique et sarcastique lui vaut d'être rabroué par le conseil et considéré comme le paria du village. Pourtant, un jour, une attaque de la horde de Vom Syrus va l'entraîner malgré lui dans une grande aventure qui changera le destin du continent de Tanghor à tout jamais.

## Ralph Azham
Ralph est le héros de l'histoire. Sa paresse, son indiscipline et son pouvoir qui lui permet de connaître la progéniture d'une personne ou si une femme est enceinte, ne lui attirent que des ennuis. Pensant avoir été refusé par l'oracle, il n'a pas une haute estime de lui-même. Il est le souffre-douleur du village, le paria responsable de tous les maux. Malgré tout, Ralph y reste, car il ne veut pas se séparer de son père. À la seconde conjonction des lunes, il gagne la capacité de voir les fantômes attachés à leur assassin. Il donne d'ailleurs une certaine « vie » à ces fantômes qui, dans une certaine mesure, lui obéissent, peuvent l'aider à s'enfuir par exemple – ce qui fait croire qu'il peut voler. Ralph parvient difficilement à maîtriser leur envie de se venger de leur meurtrier. La plupart du temps, il doit se tenir à distance d'eux et elles ou boire de l'alcool pour annihiler temporairement son pouvoir. Il découvre par hasard, alors qu'il devient un assassin à son tour, que l'épée de Sashir peut faire disparaître définitivement ces fantômes. Par ailleurs, le Roi fabrique un contre-pouvoir avec des soldats fanatisés volontaires pour mourir et tués par Valbek. Il va lui-même utiliser cette méthode en suivant les ordres de son père qui lui demande de le tuer alors qu'il est empoisonné. Ainsi, Ralph va pouvoir profiter de son aide en permanence.

## Univers
L'univers de Ralph Azham est vaste et varié. De nombreux éléments de récit permettent même de construire une trame historique et une carte géographique. Différentes cultures et religions — au moins trois — sont attestés. Différentes factions poursuivant des intérêts souvent concurrents interviennent et participent à la marche du monde.
Les moteurs principaux de l'action sont les pouvoirs des bleuis et les artefacts. En effet, à intervalles réguliers, la conjonction des deux lunes confère à une fraction de la population un pouvoir surnaturel. Ces "élus" sont reconnaissables à leur corps dont une partie devient bleu. Les pouvoirs sont extrêmement variés et mal compris — pouvoirs de guérison, de prescience, d'immortalité, capacité à reconnaitre les mensonges, de viser systématiquement dans le mille, de super-ouïe, ou encore de régénération... —. Les bleuis peuvent accumuler différents pouvoirs en vivant suffisamment longtemps pour connaitre plusieurs conjonctions.
Certains de ces pouvoirs sont aussi incarnés par 16 objets magiques, très anciens, qui rendent ces pouvoirs accessibles à tous. Nimbé de mystères, ils sont reliés aux quatre dieux, et sont présentés comme des dons divins. Ces objets possèdent des relations complexes. Car combiné, ils peuvent annuler les effets de chacun, ou au contraire les augmenter. À la toute fin de la série, nous apprenons qu'ils ont en réalité été conçus avec le sacrifice de centaines de bleuis, et ce, dans le but d'attirer les bleuis en quête de pouvoir afin qu'ils s'entre-tuent.

## Publications

### Périodiques
Les pages sont publiées dans l'hebdomadaire Spirou avant d'être rassemblées en un album. La première apparition de la série date du 24 novembre 2010 dans le numéro 3789 en faisant la couverture du magazine. Chaque début de prépublication fera par la suite la couverture.
- Est-ce qu'on ment aux gens qu'on aime ?, no 3789 du 24 novembre 2010
- La mort au début du chemin, no 3806 du 23 mars 2011
- Noires sont les étoiles, no 3831 du 14 septembre 2011
- Un caillou enterré n'apprend jamais rien, no 3874 du 11 juillet 2012
- Le pays des démons bleus, no 3901 du 16 janvier 2013
- L'ennemi de mon ennemi, no 3946 du 27 novembre 2013
- Une fin à toute chose, no 3981 du 30 juillet 2014
- Personne n'attrape une rivière, no 4036 du 19 août 2015
- Point de rupture, no 4084 (début de prépublication dans le no 4083) du 20 juillet 2016
- Un feu qui meurt, no 4124 du 26 avril 2017
- L'Engrenage, no 4168 du 28 février 2018
- Lâcher prise, n°4235 du 12 juin 2019

### Albums
- 1 Est-ce qu'on ment aux gens qu'on aime ?, Dupuis, Marcinelle, mars 2011
Scénario et dessin : Lewis Trondheim - Couleurs : Brigitte Findakly -  (ISBN 978-2-8001-4992-9)
- 2 La mort au début du chemin, Dupuis, Marcinelle, août 2011
Scénario et dessin : Lewis Trondheim - Couleurs : Brigitte Findakly -  (ISBN 978-2-8001-5026-0)
- 3 Noires sont les étoiles, Dupuis, Marcinelle, avril 2012
Scénario et dessin : Lewis Trondheim - Couleurs : Brigitte Findakly -  (ISBN 978-2-8001-5099-4)
- 4 Un caillou enterré n'apprend jamais rien, Dupuis, Marcinelle, octobre 2012
Scénario et dessin : Lewis Trondheim - Couleurs : Brigitte Findakly -  (ISBN 978-2-8001-5070-3)
- 5 Le Pays des démons bleus, Dupuis, Marcinelle, mai 2013
Scénario et dessin : Lewis Trondheim - Couleurs : Brigitte Findakly -  (ISBN 978-2-8001-5717-7)
- 6 L'ennemi de mon ennemi, Dupuis, Marcinelle, février 2014
Scénario et dessin : Lewis Trondheim - Couleurs : Brigitte Findakly -  (ISBN 978-2-8001-5754-2)
- 7 Une fin à toute chose, Dupuis, Marcinelle, novembre 2014
Scénario et dessin : Lewis Trondheim - Couleurs : Brigitte Findakly -  (ISBN 978-2-8001-6277-5)
- 8 Personne n'attrape une rivière, Dupuis, Marcinelle, octobre 2015
Scénario et dessin : Lewis Trondheim - Couleurs : Brigitte Findakly -  (ISBN 978-2-8001-6358-1)
- 9 Point de rupture, Dupuis, Marcinelle, septembre 2016
Scénario et dessin : Lewis Trondheim - Couleurs : Brigitte Findakly -  (ISBN 978-2-8001-6702-2)
- 10 Un feu qui meurt, Dupuis, Marcinelle, juin 2017
Scénario et dessin : Lewis Trondheim - Couleurs : Brigitte Findakly -  (ISBN 978-2-8001-7034-3)
- 11 L'engrenage, Dupuis, Marcinelle, avril 2018
Scénario et dessin : Lewis Trondheim - Couleurs : Brigitte Findakly -  (ISBN 978-2-8001-7406-8)
- 12 Lâcher prise, Dupuis, Marcinelle, août 2019
Scénario et dessin : Lewis Trondheim - Couleurs : Brigitte Findakly -  (ISBN 979-1034736874)